# فیلم‌شناسی کلینت ایستوود
کلینت ایستوود بازیگر، کارگردان، تهیه‌کننده و آهنگساز آمریکایی است. پس از شروع حرفه بازیگری با بازی در چند نقش کوتاه در سینما و تلویزیون، دوران کار او به بیش از ۵۰ سال می‌رسد. ایستوود در سریال‌های زیادی بازی کرده‌است، که از آن‌ها می‌توان به پوست خام اشاره کرد. بازی او در فصل هشتم سریال سرانجام به ایفای نقش اصلی در فیلم‌های به خاطر یک مشت دلار، به خاطر چند دلار بیشتر و خوب، بد، زشت انجامید. ایستوود در بیش از ۵۰ فیلم ایفای نقش کرده که در ۴۲تای آن‌ها نقش اصلی داشته؛ بعضی از این فیلم‌ها عبارتند از محکم دارشان بزن، میستی را برایم پخش کن، هری کثیف، فرار از آلکاتراز، طناب بندبازی، پل‌های مدیسون کانتی و گرن تورینو. ایستوود کارگردانی را در سال ۱۹۷۱، و تهیه‌کنندگی را در سال ۱۹۸۲ با دو فیلم فایرفاکس و مرد هانکی‌تانک آغاز کرد. او همچنین در ساخت موسیقی فیلم‌هایش نیز مشارکت داشته‌است؛ چه آهنگسازی و چه با اجرای موسیقی. او در فیلم‌های وسترن، اکشن، کمدی و درام بازی کرده‌است.
ایستوود نقش نخست را در دو مجموعه فیلم داشته‌است: مرد بدون نام در سه‌گانه دلار و هری کالاهان در مجموعه هری کثیف.
دیگر نقش‌های برجسته او شامل جوزی ولز در یاغی جوزی ولز، غریبه در غریبه دشت‌های بالا، فیلو بدیو در از هر راهی ولی شل و ادامهٔ آن از هر راهی که می‌توانی، واعظ در سوارکار رنگ پریده، ویلیام مانی در نابخشوده، فرانکی دان در دختر میلیون دلاری و والت کوالسکی در گرن تورینو می‌باشند.
ایستوود جوایز و نامزدی‌های فراوانی برای کارش در رودخانه میستیک، نابخشوده، دختر میلیون دلاری و دیگر فیلم‌ها دریافت کرده‌است. این جوایز شامل جایزه اسکار، جایزه انجمن کارگردانان آمریکا، جایزه گلدن گلوب و جایزه برگزیده مردم هستند. به گفتهٔ باکس آفیس موجو، منبع ثبت فروش فیلم‌ها، فیلم‌هایی که ایستوود در آن بازی کرده روی هم رفته بیش از ۱٫۷۱ میلیارد دلار به‌طور بومی، با میانگین ۳۷ میلیون دلار در هر فیلم، فروش داشته‌اند. آخرین پروژهٔ ایستوود، تک‌تیرانداز آمریکایی، در ۱۶ ژانویه ۲۰۱۵ منتشر شد. این فیلم بیشترین فروش را در پایان هفتهٔ نخست اکران خود، در میان فیلم‌هایی که در ژانویه منتشر شده‌اند، و همچنین بیشترین فروش آغازین را در میان کارهای ایستوود داشت.

## فیلم‌شناسی
| سال  | فیلم                                | به عنوان | به عنوان  | به عنوان    | به عنوان | به عنوان                        | یادداشت             |
| سال  | فیلم                                | کارگردان | تهیه‌کننده | موسیقی      | هنرپیشه  | نقش                             | یادداشت             |
| ---- | ----------------------------------- | -------- | --------- | ----------- | -------- | ------------------------------- | ------------------- |
| ۱۹۵۵ | انتقام از مخلوق                     |          |           |             | آری      | تکنسین آزمایشگاه جنینگز         | ذکر نشده؛ نقش فرعی  |
| ۱۹۵۵ | فرانسیس در نیروی دریایی             |          |           |             | آری      | جونزی                           | نقش فرعی            |
| ۱۹۵۵ | بانو گادایوا کاونتری                |          |           |             | آری      | نخستین ساکسون                   | ذکر نشده؛ نقش فرعی  |
| ۱۹۵۵ | رتیل                                |          |           |             | آری      | رهبر جت اسکادران                | ذکر نشده؛ نقش فرعی  |
| ۱۹۵۶ | هرگز نگو خداحافظ                    |          |           |             | آری      | ویل                             | ذکر نشده؛ نقش فرعی  |
| ۱۹۵۶ | ستاره‌ای در خاک                      |          |           |             | آری      | تام                             | ذکر نشده؛ نقش فرعی  |
| ۱۹۵۶ | دور از همهٔ قایق‌ها                   |          |           |             | آری      | مارین                           | ذکر نشده؛ نقش فرعی  |
| ۱۹۵۶ | نخستین بانوی فروشندهٔ دوره‌گرد        |          |           |             | آری      | سوارکار ماهر                    | نقش فرعی            |
| ۱۹۵۷ | جفتک‌زنی در ژاپن                     |          |           |             | آری      | خلبان دامبو                     | ذکر نشده؛ نقش فرعی  |
| ۱۹۵۸ | اسکادرال لافایت                     |          |           |             | آری      | جرج موزلی                       | نقش فرعی            |
| ۱۹۵۸ | کمین در گذرگاه سیمارون              |          |           |             | آری      | کیت ویلیامز                     | نقش مکمل            |
| ۱۹۶۴ | به خاطر یک مشت دلار                 |          |           |             | آری      | جو (مرد بدون نام)               | نقش اصلی            |
| ۱۹۶۵ | به خاطر چند دلار بیشتر              |          |           |             | آری      | مانکو (مرد بدون نام)            | نقش اصلی            |
| ۱۹۶۶ | خوب، بد، زشت                        |          |           |             | آری      | بلوندی (مرد بدون نام)           | نقش اصلی            |
| ۱۹۶۷ | ساحره‌ها                             |          |           |             | آری      | چارلی                           | نقش کوتاه           |
| ۱۹۶۸ | محکم دارشان بزن                     |          |           |             | آری      | جد کوپر                         | نقش اصلی            |
| ۱۹۶۸ | فریب کوگان                          |          |           |             | آری      | والت کوگان                      | نقش اصلی            |
| ۱۹۶۸ | جایی که عقاب‌ها جرئت پیدا می‌کنند     |          |           |             | آری      | ال‌تی. شافر                      | نقش دوم             |
| ۱۹۶۹ | واگنت را رنگ کن                     |          |           | آری[I]      | آری      | پاردنر                          | نقش دوم             |
| ۱۹۷۰ | دو قاطر برای خواهر سارا             |          |           |             | آری      | هوگان                           | نقش اصلی            |
| ۱۹۷۰ | قهرمانان کلی                        |          |           |             | آری      | پی‌وی‌تی. کلی                     | نقش اصلی            |
| ۱۹۷۱ | فریب‌خورده                           |          |           |             | آری      | جان مک‌برنی                      | نقش اصلی            |
| ۱۹۷۱ | میستی را برایم پخش کن               | آری      |           |             | آری      | دیوید گارور                     | نقش اصلی            |
| ۱۹۷۱ | هری کثیف                            |          |           |             | آری      | هری کالاهان                     | نقش اصلی            |
| ۱۹۷۲ | جو کید                              |          |           |             | آری      | جو کید                          | نقش اصلی            |
| ۱۹۷۳ | غریبهٔ دشت‌های بالا                   | آری      |           |             | آری      | غریبه؛ مارشال جیم دانکن         | نقش اصلی            |
| ۱۹۷۳ | بریزی                               | آری      |           |             | آری      | مردی در جمعیت اسکله             | ذکر نشده؛ نقش کوتاه |
| ۱۹۷۳ | نیروی مگنوم                         |          |           |             | آری      | هری کالاهان                     | نقش اصلی            |
| ۱۹۷۴ | رعد و برق                           |          |           |             | آری      | جان (برق‌آسا) دوهرتی             | نقش اصلی            |
| ۱۹۷۵ | تحریم آیگر                          | آری      |           |             | آری      | جاناتان هملوک                   | نقش اصلی            |
| ۱۹۷۶ | جوسی ولز یاغی                       | آری      |           |             | آری      | جوزی ولز                        | نقش اصلی            |
| ۱۹۷۶ | مجری                                |          |           |             | آری      | هری کالاهان                     | نقش اصلی            |
| ۱۹۷۷ | دستکش آهنی                          | آری      |           | آری         | آری      | بن شاکلی                        | نقش اصلی            |
| ۱۹۷۸ | از هر راهی ولی شل                   |          | آری       |             | آری      | فیلو بدویه                      | نقش اصلی            |
| ۱۹۷۹ | فرار از آلکاتراز                    |          |           |             | آری      | فرانک موریس                     | نقش اصلی            |
| ۱۹۸۰ | برانکو بیلی                         | آری      |           | آری[I]      | آری      | برانکو بیلی مک‌کوی               | نقش اصلی            |
| ۱۹۸۰ | از هر راهی که می‌توانی               |          |           | آری[I]      | آری      | فیلو بدویه                      | نقش اصلی            |
| ۱۹۸۲ | فایرفاکس                            | آری      | آری       |             | آری      | میچل گنت                        | نقش اصلی            |
| ۱۹۸۲ | مرد هانکی‌تانک                       | آری      | آری       | آری[I]      | آری      | رد استووال                      | نقش اصلی            |
| ۱۹۸۳ | ضربهٔ ناگهانی                        | آری      | آری       |             | آری      | هری کالاهان                     | نقش اصلی            |
| ۱۹۸۴ | طناب بندبازی                        |          | آری       |             | آری      | وز بلاک                         | نقش اصلی            |
| ۱۹۸۴ | گرمای شهر                           |          |           | آری[I]      | آری      | ال‌تی. اسپیر                     | نقش اصلی            |
| ۱۹۸۵ | سوارکار رنگ‌پریده                    | آری      | آری       |             | آری      | واعظ                            | نقش اصلی            |
| ۱۹۸۶ | مرز دل‌شکستگی                        | آری      | آری       | آری[II]     | آری      | توماس گانی                      | نقش اصلی            |
| ۱۹۸۸ | استخر مرده                          |          |           |             | آری      | هری کالاهان                     | نقش اصلی            |
| ۱۹۸۸ | پرنده                               | آری      | آری       |             |          |                                 |                     |
| ۱۹۸۹ | تلانیوس مانک: مستقیم، بی تعقیب‌کننده |          | آری       |             |          |                                 |                     |
| ۱۹۸۹ | کادیلاک صورتی                       |          |           |             | آری      | تامی نوواک                      | نقش اصلی            |
| ۱۹۹۰ | شکارچی سفید، قلب سیاه               | آری      | آری       |             | آری      | جان ویلسون                      | نقش اصلی            |
| ۱۹۹۰ | تازه‌وارد                            | آری      |           |             | آری      | نیک پولوسکی                     | نقش اصلی            |
| ۱۹۹۲ | نابخشوده                            | آری      | آری       |             | آری      | ویلیام (ویل) باری               | نقش اصلی            |
| ۱۹۹۳ | در خط آتش                           |          |           |             | آری      | مأمور سازمان مخفی فرانک هوریگان | نقش اصلی            |
| ۱۹۹۳ | یک دنیای بی‌نقص                      | آری      |           | آری[III]    | آری      | رد گارنت                        | نقش دوم             |
| ۱۹۹۵ | پل‌های مدیسون کانتی                  | آری      | آری       | آری[III]    | آری      | رابرت کینکید                    | نقش اصلی            |
| ۱۹۹۵ | ستاره‌ها روی هنریتا می‌افتند          |          | آری       |             |          |                                 |                     |
| ۱۹۹۵ | کسپر                                |          |           |             | آری      | خودش                            | ذکر نشده؛ نقش کوتاه |
| ۱۹۹۷ | قدرت مطلق                           | آری      | آری       | آری[III]    | آری      | لوتر ویتنی                      | نقش اصلی            |
| ۱۹۹۷ | نیمه‌شب در باغ خوب و بد              | آری      | آری       |             |          |                                 |                     |
| ۱۹۹۹ | جرم درست                            | آری      | آری       | آری[II]     | آری      | استیو اورت                      | نقش اصلی            |
| ۲۰۰۰ | گاوچران‌های فضا                      | آری      | آری       |             | آری      | فرانک کوروین                    | نقش اصلی            |
| ۲۰۰۲ | کار خون                             | آری      | آری       |             | آری      | تری مک‌کالب                      | نقش اصلی            |
| ۲۰۰۳ | رودخانهٔ میستیک                      | آری      | آری       | آری[IV]     |          |                                 |                     |
| ۲۰۰۴ | دختر میلیون دلاری                   | آری      | آری       | آری[IV]     | آری      | فرانکی دان                      | نقش اصلی            |
| ۲۰۰۶ | پرچم‌های پدران ما                    | آری      | آری       | آری[II][IV] |          |                                 |                     |
| ۲۰۰۶ | نامه‌هایی از ایووجیما                | آری      | آری       |             |          |                                 |                     |
| ۲۰۰۷ | گریس رفته                           |          |           | آری[II][IV] |          |                                 |                     |
| ۲۰۰۸ | بچهٔ جایگزین                         | آری      | آری       | آری[IV]     |          |                                 | جمعه ۲۴ اکتبر ۲۰۰۸  |
| ۲۰۰۸ | گرن تورینو                          | آری      | آری       | آری[II]     | آری      | والت کوالسکی                    | نقش اصلی            |
| ۲۰۰۹ | شکست‌ناپذیر                          | آری      | آری       |             |          |                                 |                     |
| ۲۰۱۰ | آخرت                                | آری      | آری       | آری         |          |                                 |                     |
| ۲۰۱۱ | جی. ادگار                           | آری      | آری       | آری[IV]     |          |                                 |                     |
| ۲۰۱۱ | راه کوروساوا                        |          |           |             | آری      | خودش                            |                     |
| ۲۰۱۲ | مشکلی با منحنی                      |          | آری       |             | آری      | گاس لابل                        | نقش اصلی            |
| ۲۰۱۴ | پسران نیوجرسی                       | آری      | آری       |             |          |                                 |                     |
| ۲۰۱۴ | تک‌تیرانداز آمریکایی                 | آری      | آری       |             |          |                                 |                     |
| ۲۰۱۶ | سالی                                | آری      | آری       |             |          |                                 |                     |
| ۲۰۱۸ | قطار ۱۵:۱۷ به مقصد پاریس            | آری      | آری       |             |          |                                 |                     |
| ۲۰۱۸ | میول                                | آری      | آری       |             | آری      |                                 |                     |
| ۲۰۱۹ | ریچارد جول                          | آری      | آری       |             |          |                                 |                     |
| ۲۰۲۱ | ماچوی گریان                         | آری      | آری       |             | آری      |                                 |                     |
| ۲۰۲۴ | هیئت منصفه شماره ۲                  | آری      | آری       |             |          |                                 |                     |

^  I ذکرشده برای اجرای ترانه‌ای در فیلم

^  II ذکرشده برای نوشتن ترانه‌هایی برای فیلم

^  III ذکرشده برای ساختن موسیقی ترانه‌ای برای فیلم

^  IV ذکرشده برای موسیقی اصلی

## تلویزیون
در اوایل دوران بازیگری، ایستوود نقش‌های کوتاه بسیاری را در مجموعه‌های گوناگون تلویزیونی بازی کرده‌است. فهرست زیر شامل نقش او در سریال‌های مختلف، برنامه‌های تلویزیونی، برنامه‌های گفتگو، مصاحبه‌ها و سایر حضورهای او در تلویزیون است.
| سال  | عنوان                 | عنوان                                           | ذکرشده به عنوان | ذکرشده به عنوان | ذکرشده به عنوان |
| سال  | سریال                 | یادداشت                                         | کارگردان        | هنرپیشه         | نقش             |
| ---- | --------------------- | ----------------------------------------------- | --------------- | --------------- | --------------- |
| ۱۹۵۵ | آلن در سرزمین فیلم‌ها  | فیلم تلویزیونی                                  |                 | آری             | اردرلی          |
| ۱۹۵۵ | گشت بزرگراه           | ۱ قسمت: "موتورسیکلت ای"                         |                 | آری             | جو کیلی         |
| ۱۹۵۶ | روزهای دره مرگ        | ۶ قسمت                                          |                 | آری             | جان لوکاس       |
| ۱۹۵۷ | داستان غرب            | ۱ قسمت: "خشم ایته"                              |                 | آری             |                 |
| ۱۹۵۸ | ورود به نیروی دریایی  | ۱ قسمت: "ساعت تنها"                             |                 | آری             | برنز            |
| ۱۹۵۹ | میوریک                | ۱ قسمت: "دویل موقع غروب"                        |                 | آری             | رد هاردیگان     |
| ۱۹۵۹ | پوست خام              | ۲۱۷ قسمت                                        |                 | آری             | رودی یتس        |
| ۱۹۶۲ | خانم اد               | ۱ قسمت: «کلینت ایستوود خانم اد را ملاقات می‌کند» |                 | آری             | خودش            |
| ۱۹۸۵ | داستان‌های شگفت‌انگیز   | ۱ قسمت: «وانسا در باغ»                          | آری             |                 |                 |
| ۲۰۰۳ | آبی‌ها                 | ۱ قسمت: «پیانوی آبی‌ها»                          | آری             |                 |                 |
| ۲۰۰۹ | جانی مرکر: رویاهای من |                                                 | آری[V]          | آری             | خودش            |

^ V تهیه‌کننده